# Rayen
Rāyen (in persiano راین‎) è una città dello shahrestān di Kerman, circoscrizione di Rayen, nella provincia di Kerman. Aveva, nel 2006, una popolazione di 9.623 abitanti. È conosciuta per la sua cittadella fortificata in mattoni di fango (Arg-e Rayen) simile a quella di Bam.